# فيكتور روجاس
فيكتور روجاس (بالإنجليزية: Victor Rojas)‏ هو معلق رياضي أمريكي، ولد في 3 فبراير 1968.